# アムブロシアー
アムブロシアー（古代ギリシャ語: ἀμβροσία, ambrosia）は、ギリシア神話に登場する神々の食物である。古代ギリシア語で「不死の」の意（a〈否定辞〉+brot〈死すべき〉）。
毎日オーケアノスの西涯から鳩によりゼウスの元へ運ばれる芳香高い神饌で、蜜の9倍甘く、食べる者を不老不死にするといわれる。傷に塗ればたちまち快癒し、香油として屍に塗れば腐らなくなるとされる。神々の馬の飼料や、女神の化粧用の香料としても用いられ、これのおかげでトロイア王子ティートーノスは不死になったと伝えられる。
神々の飲み物はネクタル（古代ギリシャ語: νέκταρ, nektar）と呼ばれ、アムブロシアーと同じく飲む者を不死にする。そのため神々の体内には血の代わりにイーコール(Ikhor)と呼ばれる霊液が流れているとされる。芳香を放つ甘美な赤い神酒で、青春の女神ヘーベー（彼女がヘーラクレースと結婚して以降はガニュメーデース）が神々に注いでまわったといわれる。
また、アムブロシアーはヒュアデスの一柱の名でもある。